# 京都國立近代美術館

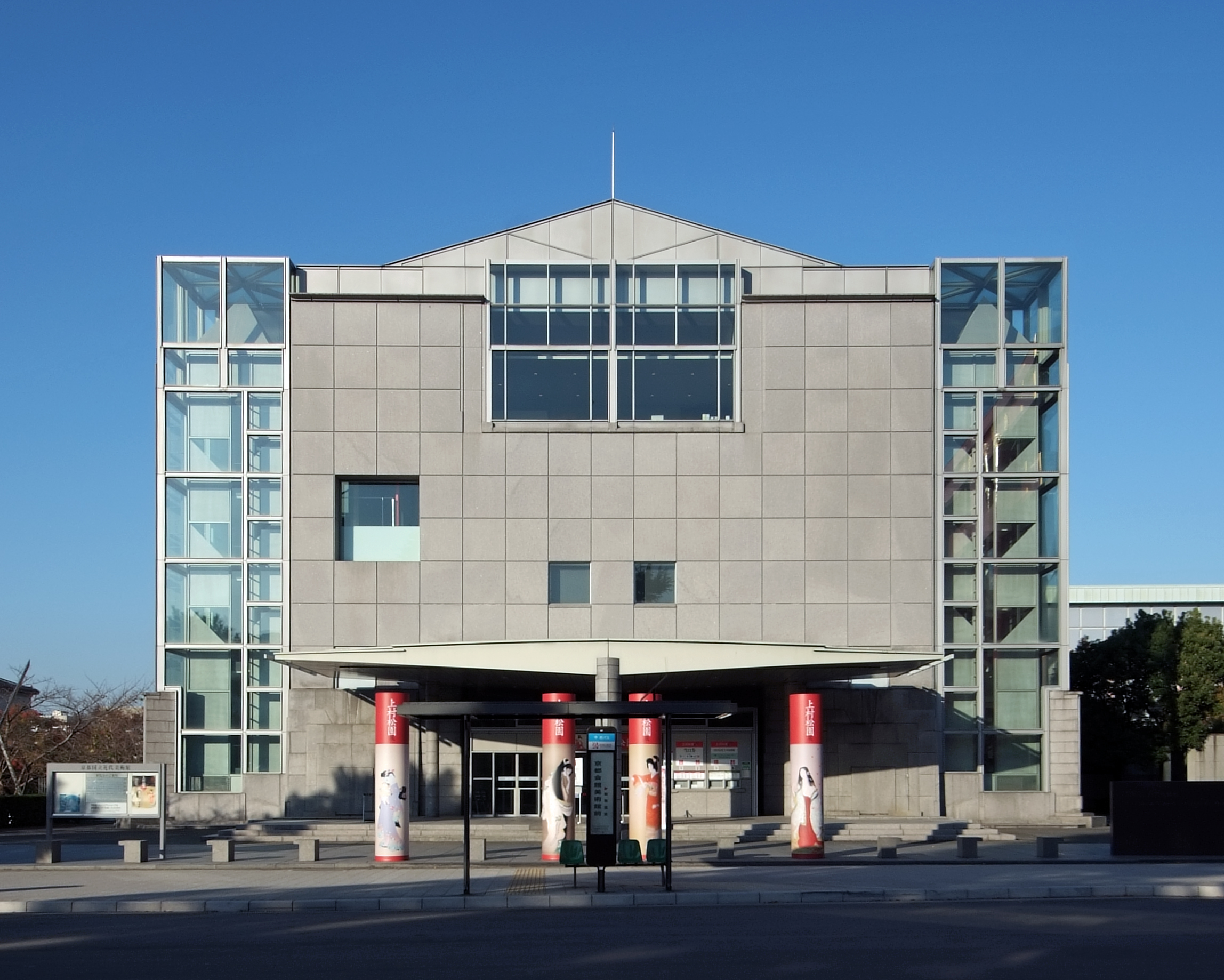

京都國立近代美術館（日语：／）是位於京都市左京區岡崎公園內，由獨立行政法人國立美術館運營的美術館。

## 历史
1986年建成开馆，主要展示以京都為中心的關西、西日本的美術作品。積極收集展示京都畫壇的日本畫、洋畫。博物館由建築家槇文彥設計。